# Torino Football Club
Maillots
Actualités
Le Torino Football Club, plus communément appelé le Torino (et surnommé le Toro en italien et le Tòr en piémontais), est un club de football professionnel italien fondé le 3 décembre 1906 et basé dans la ville de Turin, dans la région du Piémont.
Fondé sous le nom de Foot Ball Club Torino au début du XXe siècle par le Suisse Alfred Dick (l'un des anciens présidents et proche des créateurs de la Juventus), ensuite renommé AC Torino (ou encore Torino Calcio), le club fit faillite le 17 novembre 2005 pour cause d'instabilité financière. Le 17 juillet 2005, le club est alors refondé sous le nom provisoire de Società Civile Campo Torino avant de devenir quelques semaines plus tard l'actuel Torino FC.
Le club nourrit certaines rivalités avec l'autre club turinois, la Juventus (les deux équipes se rencontrent lors d'un derby appelé le Derby della Mole). À Turin même, la population soutient davantage le Torino qui est vu comme le club populaire et représentatif de la région du Piémont.
L'histoire du club est marqué par la date du 4 mai 1949 : l'équipe (qui vient de gagner plusieurs championnat et coupes d'Italie d'affilée) est victime d'un terrible accident aérien après un match amical à Lisbonne, où toute l'équipe perd la vie. Cette date est encore aujourd'hui indélébile pour le monde granata et l'Italie, de sorte que des milliers de personnes se réunissent à la basilique de Superga de Turin, lieu de l'accident.
Le club, présidé par Urbano Cairo et entraîné par Paolo Vanoli, il évolue depuis 2012 en Serie A.

## Histoire du club
| \| Turin \| Le club du Torino est basé à Turin · dans le Piémont. |
| Turin                                                             |

### Création et débuts du club
Le club est considéré comme l'héritier de l'Internazionale Torino, première équipe moderne de football italienne de l'histoire, fondée en 1891.
Un an après le premier scudetto de la Juventus, le président bianconero de l'époque, le Suisse Alfred Dick, désira en 1906 transférer le club de Turin vers son pays natal, et de l'appeler le Jugend Fußballverein, sans aucune consultation ni discussion avec les autres membres du club. Dick fut alors arrêté dans ses démarches et contraint de démissionner de son poste, mais il resta à Turin pour fonder son propre club, le Foot-Ball Club Torino, le 3 décembre 1906 (l'intense rivalité entre les deux clubs pour assoir sa suprématie sur la ville de Turin existe dès cette date, dès la première partie officielle entre les deux équipes en janvier 1907).
Le Football Club Torino, une fois fondé et organisé par Alfredo Dick par la fusion des clubs de l'Internazionale Torino et du FC Torinese (avec la participation du célèbre Vittorio Pozzo qui connaîtra la gloire que l'on sait dans les années 1930 aux commandes de l'équipe d'Italie), s'inscrit directement dans le championnat d'Italie de football. Dick entame dès lors une politique de recrutement de joueurs souvent helvétiques lors de la première décennie du club (certains joueurs quittèrent la Juve dès 1906 pour rejoindre leur ex-président lorsque ce dernier était bianconero comme Jack Diment, Friedrich Bollinger, Oreste Mazzia ou encore James Squair).
Lors des éliminatoires régionales du championnat d'Italie 1907, se tient le 13 janvier le premier match de l'histoire entre les deux clubs de Turin, le Foot-Ball Club Juventus et le Foot-Ball Club Torino, premier d'une longue série de derbie entre les deux équipes (le match sera ensuite appelé le Derby della Mole ou le Derby de Turin), qui se solda sur une victoire 2-1 des Granata.

### Du premier scudetto jusqu'à la Guerre
Lors de la saison 1926-1927, le club se retrouve au centre d'un des premiers grands scandales du football italien. En effet, lors d'un derby della Mole joué le dimanche 5 juin 1927, un des dirigeants du Torino, le docteur Nani, aurait tenté de corrompre le défenseur bianconero Luigi Allemandi en lui proposant 50 000 lires pour qu'il sabote le match. Le Toro remporta le match 2 buts à 1 mais le scudetto remporté par le club à la fin de la saison (premier titre officiel remporté par le club) fut annulé à la fin du tournoi, et Allemandi, au départ radié à vie, vit sa sentence allégée, et dut quitter le club bianconero. Il fut alors vendu à l'Inter. Cette affaire fut alors surnommée l'affaire Allemandi.
Lors de la saison suivante, le club remporte enfin son premier titre officiel, en étant sacré champion d'Italie 1927-1928.
Le club se lance tôt dans le professionnalisme et doit "italianiser" son nom en Torino Associazione Calcio en 1936 sur ordre des autorités fascistes italiennes.

### Période dorée du Grande Torino

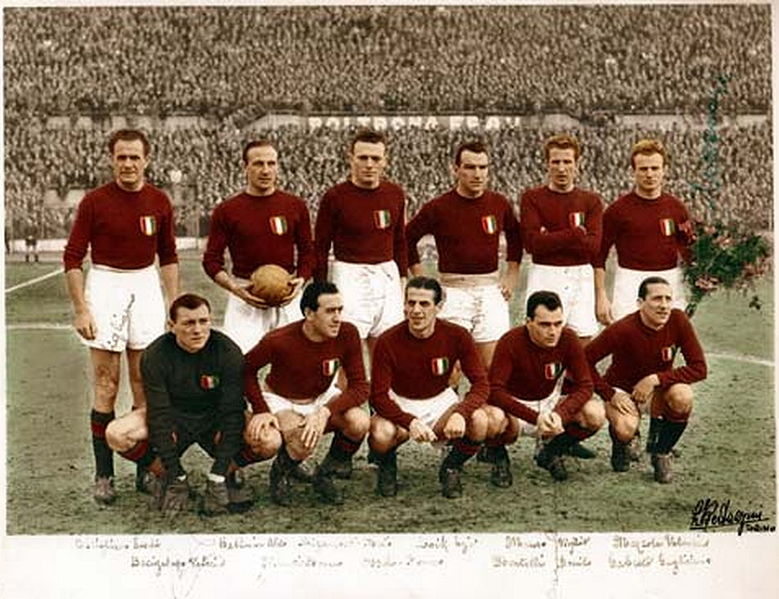
Les Invincibles du Grande Torino, vainqueurs de cinq titres consécutifs de Serie A.

Après la Seconde Guerre mondiale, le club adopte le nom de Torino Calcio et écrit les plus belles pages de son histoire à la fin des années 1940. Autour du brillant meneur de jeu Valentino Mazzola, père de Sandro qui marquera lui aussi le football italien de sa classe, l'équipe connue dans les annales sous le nom de Grande Torino rafle cinq titres de champion consécutifs entre 1943 et 1949. Cette dernière couronne est acquise dans la douleur et le deuil après la tragédie de Superga. Le 4 mai 1949, l'avion transportant l'équipe s'écrase à l'approche de l'aéroport de Turin sur la colline de Superga qui domine la ville. Tous les joueurs sont tués sauf un qui n'avait pas fait le déplacement, blessé. C'est la fin du Grande Torino et le club rentre pour longtemps dans le rang.
Dans les années 1950, la montée en puissance de l'autre club de Turin, la Juventus, fait naître une rivalité féroce entre supporteurs des deux clubs. Aujourd'hui encore, et malgré l'écrasante supériorité au palmarès de la Juve, le Toro compte plus de supporteurs que son rival, aussi bien en ville que dans le reste de la province de Turin.

### Période dorée des années 70

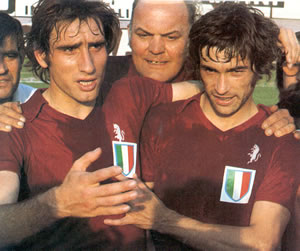
Francesco Graziani et Paolo Pulici, le duo offensif du Torino lors de la saison 1975-1976.

Torino connaît un éphémère retour au sommet dans les années 1970 avec un titre de champion en 1976 et plusieurs participations européennes (dont un célèbre troisième tour de Coupe de l'UEFA face au SC Bastia en 1977-1978), avant de retomber dans l'anonymat jusqu'au début des années
90, où, après de brillantes performances dans le championnat et la coupe d'Italie, l'équipe élimine un puissant Real Madrid en demi-finale de la Coupe de l'UEFA,
avant de se plier face aux Néerlandais de l'Ajax en finale.

### Périodes difficiles
Englué dans d'interminables ennuis financiers, il fait l'ascenseur entre première (Serie A) et deuxième division (Serie B) dans les années 1990 et 2000.

### Depuis 2005
La Ligue professionnelle interdit au Toro de remonter en Serie A en 2005 faute d'assises financières stables malgré une promotion sur le terrain.
Le 9 août 2005, le club reprend son nom historique de Torino Football Club. En 2006, enfin, il retrouve l'élite après une victoire sur Mantoue en match de barrage. À la fin de la saison 2008-2009 il termine 18e et descend à nouveau en Serie B.
Dans la matinée du 27 juillet 2016, est dévoilée, au stade National de Jamor de Lisbonne, une plaque en mémoire du dernier match du Grande Torino, disputé en ce lieu, la veille de la tragédie de Superga, en 1949. Dans la soirée, dans le plus récent estádio da Luz, le « Toro » gagne aux tirs de buts contre le Benfica et remporte l'édition 2016 de la Coupe Eusébio.

### Retour en Europe
La saison 2014-2015  voit le Torino FC atteindre les huitièmes de finale de la Ligue Europa, où il est éliminé par le Zénith Saint-Pétersbourg. En championnat, Turin termine neuvième et, au printemps, remporte son premier derby en vingt ans. L'année suivante, Turin termine la saison 2015-2016 à la 12e place. Après cinq ans, Ventura quitte le club pour rejoindre l'équipe nationale d'Italie. Il est remplacé par Siniša Mihajlovic, qui termine la saison saison 2016-2017 à la neuvième place. Il est remplacé par Walter Mazzarri en janvier, qui conduit le club à une neuvième place à la fin de la saison 2017-2018. La saison suivante, Turin termine septième et se qualifie pour la Ligue Europa après cinq ans d'absence.

### Rivalités

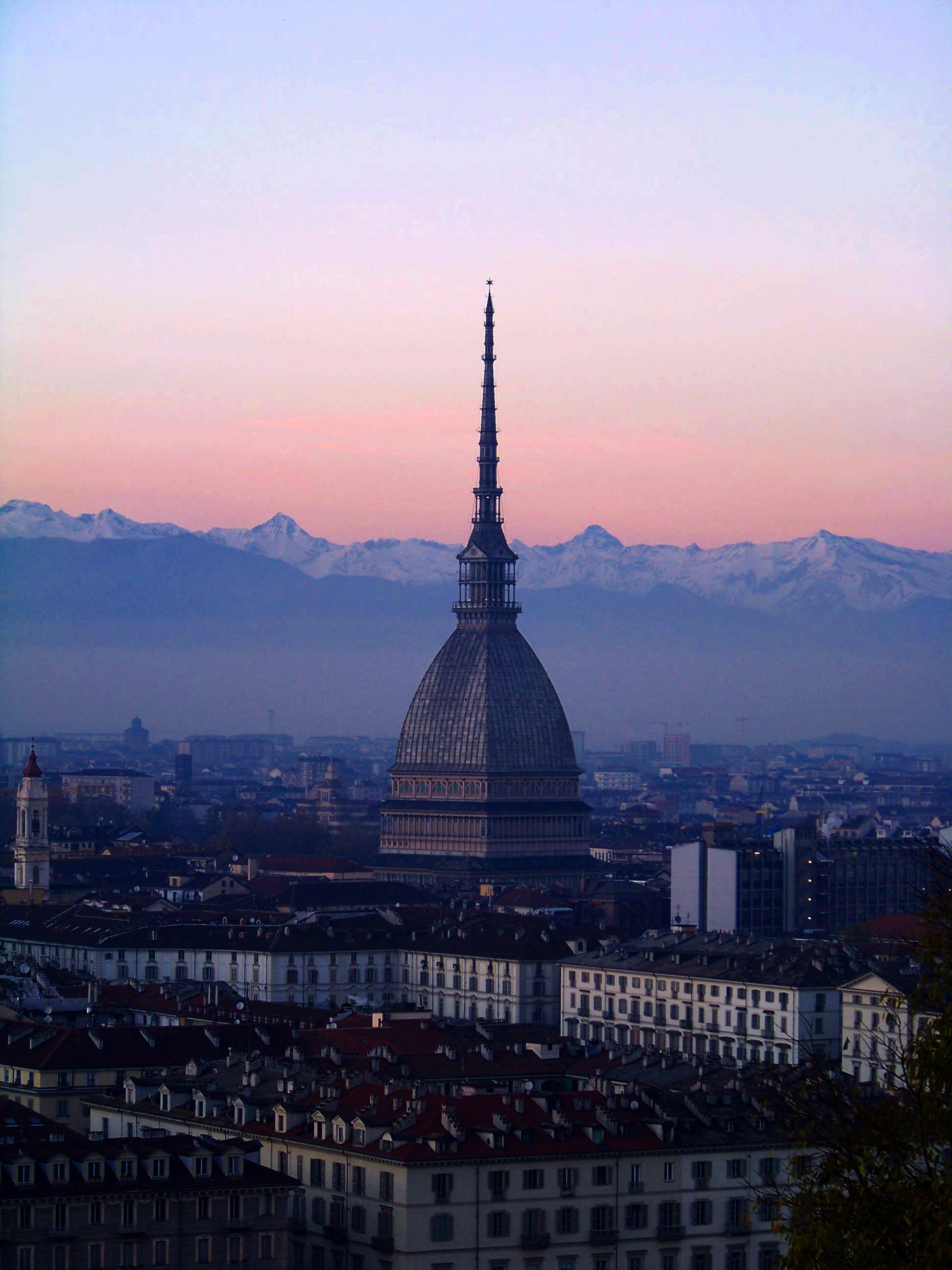
La Mole Antonelliana, le symbole de la ville de Turin qui donne son nom au derby avec la Juventus.

Le Torino s'étant dès sa création rapidement montré compétitif, tout d'abord dans le Piémont, puis au niveau national, il a donc entretenu au long de son histoire des rivalités avec d'autres clubs italiens.
Le Toro entretient donc une grande rivalité avec un club en particulier, l'autre équipe turinoise, la Juventus Football Club. Le derby entre ces deux clubs est appelé le « derby della Mole » (en référence à la Mole Antonelliana, un monument en maçonnerie de 167,5 m symbolisant la ville de Turin), ou encore le derby de Turin (Derby di Torino en italien).
Cette intense rivalité existe depuis la fondation du Torino en 1906, et l'importance de ce match est accentué par le fait que les deux équipes sont directement liées de par leur histoire respectives. En effet, la rivalité locale est renforcée par le fait que le Toro fut créé par un ex-président bianconero du nom d'Alfredo Dick (qui fut forcé de quitter le club, créant alors son club, le Foot-Ball Club Torino aux couleurs granata).
La première rencontre officielle entre les deux équipes piémontaises se tint le dimanche 13 janvier 1907 (seulement un an après la création des Granata) au cours d'un match de championnat joué au Stadio Motovelodromo Umberto I, qui se solda par une victoire du Toro 2-1.
Ce fut lors de l'un de ces derbies que la Juve subit la plus lourde défaite de son histoire avec un 8 buts à 0 à domicile, le 16 novembre 1911.
L'antagonisme est aussi lié à l'image des deux clubs, la « Vieille Dame » étant la propriété de la famille d'industriels des Agnelli depuis les années 1920 (elle fut donc longtemps perçue comme l'équipe de la bourgeoisie, bien qu'ensuite, les nombreux ouvriers originaires du sud du pays travaillant pour la Fiat se rallièrent à sa cause). En face, le Toro revendique quant à lui plus avec fierté un esprit « plus turinois et piémontais », ainsi que plus populaire et prolétaire, dans une ville plus acquise à la cause du Torino, la Juve, elle, étant plus supportée dans le reste du pays.
Ses tifosi entretiennent un jumelage formel avec les supporteurs de la Fiorentina, l'équipe de Florence.
En effet, les ultras du Toro et de La Viola partagent une rivalité féroce avec ceux de la Juventus.
Il existe une ancienne amitié avec le club argentin du River Plate, ponctuée par de nombreuses initiatives réciproques.
Récemment s'est créée une relation cordiale avec le club
brésilien Chapecoense après la catastrophe aérienne
qui a détruit l'équipe sud-américaine.

## Palmarès
| Compétitions nationales | Compétitions internationales |
| Championnats - Championnat d'Italie (7) : - Champion : 1927-1928, 1942-1943, 1945-1946, 1946-1947, 1947-1948, 1948-1949 et 1975-1976. - Vice-champion : 1907, 1928-1929, 1938-1939, 1941-1942, 1971-1972, 1976-1977 et 1984-1985. - Championnat d'Italie de deuxième division (3) : - Champion : 1959-1960, 1989-1990 et 2000-2001. - Vice-champion : 1998-1999, 2004-2005 et 2011-2012. Coupes - Coupe d'Italie (5) : - Vainqueur : 1935-1936, 1942-1943, 1967-1968, 1970-1971 et 1992-1993. - Finaliste : 1937-1938, 1962-1963, 1963-1964, 1969-1970, 1979-1980, 1980-1981, 1981-1982 et 1987-1988. - Supercoupe d'Italie : - Finaliste : 1993. | - Coupe Mitropa (1) : - Vainqueur : 1991. - Coupe de l'UEFA : - Finaliste : 1991-1992. - Coupe des coupes : - Meilleure performance : demi-finaliste : 1964-1965. - Coupe de la Ligue anglo-italienne : - Finaliste : 1971. - Tournoi international de la Stampa Sportiva : - Finaliste : 1908. |

## Personnalités du club

### Effectif professionnel actuel
Le premier tableau liste l'effectif professionnel du Torino FC pour la saison 2025-2026. Le second recense les prêts effectués par le club lors de cette même saison.
En grisé, les sélections de joueurs internationaux chez les jeunes mais n'ayant jamais été appelés aux échelons supérieurs une fois l'âge-limite dépassé ou les joueurs ayant pris leur retraite internationale.

### Anciens joueurs

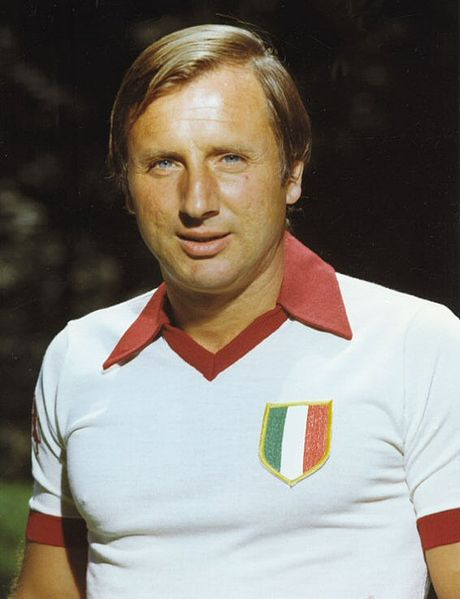
Giorgio Ferrini

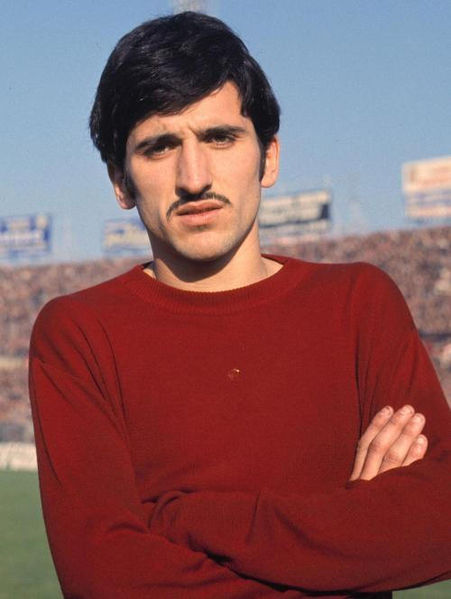
Luigi Meroni

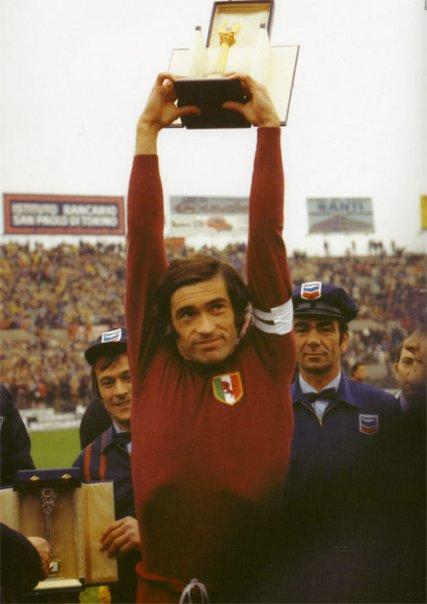
Paolo Pulici

- Valerio Bacigalupo
- Simone Barone
- Andrea Belotti
- Pasquale Bruno
- Luciano Castellini
- Alessio Cerci
- Roberto Cravero
- Matteo Darmian
- Giuseppe Dossena
- Giorgio Ferrini
- Francesco Graziani
- Ciro Immobile
- Gianluigi Lentini
- Cesare Maldini
- Valentino Mazzola
- Gigi Meroni
- Angelo Ogbonna
- Eraldo Pecci
- Giorgio Puia
- Paolo Pulici
- Fabio Quagliarella
- Alessandro Rosina
- Aldo Serena
- Claudio Sala
- Andrea Silenzi
- Giorgio Venturin
- Lido Vieri
- Christian Vieri
- Renato Zaccarelli
- Anton Polster
- Walter Schachner
- Johan Walem
- Enzo Scifo
- Walter Casagrande
- Júnior
- Müller
- Joe Baker
- Joe Hart
- Rafael Martín Vázquez
- Jocelyn Angloma
- Émile Bongiorni
- Antoine Bonifaci
- Nestor Combin
- Jean-Pierre Cyprien
- Félix Romano
- Abedi Pelé
- Masashi Oguro
- Kamil Glik
- Paul Codrea
- Iosif Fabian
- Denis Law
- Blerim Džemaili
- Ruggiero Rizzitelli
- Hakan Şükür
- Carlos Aguilera
- Enzo Francescoli
- Álvaro Recoba

### Entraîneurs
Le Torino a composé avec de nombreux entraîneurs au long de son histoire, ayant parfois au des coentraîneurs dirigeant l'équipe. Il s'agit ici de la liste des différents entraîneurs du club depuis 1912.
| Nom                                | Nationalité                                                   | Période   |
| ---------------------------------- | ------------------------------------------------------------- | --------- |
| Vittorio Pozzo                     | Drapeau de l'Italie                                           | 1912–1922 |
| Karl Sturmer                       | Drapeau de l'Autriche                                         | 1922–1924 |
| Peter Farmer                       | Drapeau de l'Écosse                                           | 1924–1926 |
| Amerigo Schoeffer                  | Drapeau de la Suisse                                          | 1926–1927 |
| Tony Cargnelli                     | Drapeau de l'Autriche                                         | 1927–1929 |
| Karl Sturmer                       | Drapeau de l'Autriche                                         | 1929–1930 |
| Vittorio Morelli di Popolo         | Drapeau de l'Italie                                           | 1930–1931 |
| Adolfo Baloncieri                  | Drapeau de l'Italie                                           | 1931–1932 |
| Francesco Hansel                   | Drapeau de la Tchéquie                                        | 1932–1933 |
| Eugen Payer                        | Drapeau de la Hongrie                                         | 1933–1934 |
| Augusto Rangone                    | Drapeau de l'Italie                                           | 1934      |
| Tony Cargnelli                     | Drapeau de l'Autriche                                         | 1934–1937 |
| Gyula Feldmann                     | Drapeau de la Hongrie                                         | 1937–1938 |
| Antonio Janni                      | Drapeau de l'Italie                                           | 1938      |
| Egri Erbstein                      | Drapeau de la Hongrie                                         | 1938–1939 |
| András Kuttik                      | Drapeau de la Hongrie                                         | 1939–1940 |
| Angelo Mattea                      | Drapeau de l'Italie                                           | 1940      |
| Tony Cargnelli                     | Drapeau de l'Autriche                                         | 1940–1942 |
| András Kuttik                      | Drapeau de la Hongrie                                         | 1942–1943 |
| Vittorio Pozzo                     | Drapeau de l'Italie                                           | 1944      |
| Luigi Ferrero                      | Drapeau de l'Italie                                           | 1945–1947 |
| Mario Sperone Roberto Copernico    | Drapeau de l'Italie · Drapeau de l'Italie                     | 1947–1948 |
| Leslie Lievesley Egri Erbstein     | Drapeau de l'Angleterre · Drapeau de la Hongrie               | 1948–1949 |
| Giuseppe Bigogno Roberto Copernico | Drapeau de l'Italie · Drapeau de l'Italie                     | 1949–1951 |
| Mario Sperone                      | Drapeau de l'Italie                                           | 1951–1952 |
| Oberdan Ussello                    | Drapeau de l'Italie                                           | 1952–1953 |
| Jesse Carver                       | Drapeau de l'Angleterre                                       | 1953–1954 |
| Annibale Frossi                    | Drapeau de l'Italie                                           | 1954–1956 |
| Fioravante Baldi                   | Drapeau de l'Italie                                           | 1956–1957 |
| Blagoje Marjanović                 | Drapeau de la République fédérative socialiste de Yougoslavie | 1957–1958 |
| Fioravante Baldi                   | Drapeau de l'Italie                                           | 1958      |
| Federico Allasio                   | Drapeau de l'Italie                                           | 1958–1959 |
| Quinto Bertoloni                   | Drapeau de l'Italie                                           | 1959      |
| Imre Senkey                        | Drapeau de la Hongrie                                         | 1959–1960 |
| Giacinto Ellena                    | Drapeau de l'Italie                                           | 1960      |
| Beniamino Santos                   | Drapeau de l'Argentine                                        | 1960–1963 |
| Giacinto Ellena                    | Drapeau de l'Italie                                           | 1963      |
| Nereo Rocco                        | Drapeau de l'Italie                                           | 1963–1966 |
| Marino Bergamasco Nereo Rocco      | Drapeau de l'Italie · Drapeau de l'Italie                     | 1966–1967 |
| Edmondo Fabbri                     | Drapeau de l'Italie                                           | 1967–1969 |
| Giancarlo Cadè                     | Drapeau de l'Italie                                           | 1969–1971 |
| Gustavo Giagnoni                   | Drapeau de l'Italie                                           | 1971–1974 |

| Nom                         | Nationalité                               | Période   |
| --------------------------- | ----------------------------------------- | --------- |
| Edmondo Fabbri              | Drapeau de l'Italie                       | 1974–1975 |
| Luigi Radice                | Drapeau de l'Italie                       | 1975–1980 |
| Ercole Rabitti              | Drapeau de l'Italie                       | 1980–1981 |
| Romano Cazzaniga            | Drapeau de l'Italie                       | 1981      |
| Massimo Giacomini           | Drapeau de l'Italie                       | 1981–1982 |
| Eugenio Bersellini          | Drapeau de l'Italie                       | 1982–1984 |
| Luigi Radice                | Drapeau de l'Italie                       | 1984–1989 |
| Claudio Sala                | Drapeau de l'Italie                       | 1989      |
| Sergio Vatta                | Drapeau de l'Italie                       | 1989      |
| Eugenio Fascetti            | Drapeau de l'Italie                       | 1989–1990 |
| Emiliano Mondonico          | Drapeau de l'Italie                       | 1990–1994 |
| Rosario Rampanti            | Drapeau de l'Italie                       | 1994–1995 |
| Nedo Sonetti                | Drapeau de l'Italie                       | 1995–1996 |
| Francesco Scoglio           | Drapeau de l'Italie                       | 1996      |
| Lido Vieri                  | Drapeau de l'Italie                       | 1996      |
| Mauro Sandreani             | Drapeau de l'Italie                       | 1996–1997 |
| Lido Vieri                  | Drapeau de l'Italie                       | 1997      |
| Giancarlo Camolese          | Drapeau de l'Italie                       | 1997–1998 |
| Graeme Souness Edoardo Reja | Drapeau de l'Écosse · Drapeau de l'Italie | 1998      |
| Emiliano Mondonico          | Drapeau de l'Italie                       | 1998–2000 |
| Luigi Simoni                | Drapeau de l'Italie                       | 2000–2001 |
| Giancarlo Camolese          | Drapeau de l'Italie                       | 2001–2002 |
| Renzo Ulivieri              | Drapeau de l'Italie                       | 2002–2003 |
| Renato Zaccarelli           | Drapeau de l'Italie                       | 2003      |
| Giacomo Ferri               | Drapeau de l'Italie                       | 2003      |
| Ezio Rossi                  | Drapeau de l'Italie                       | 2003–2005 |
| Renato Zaccarelli           | Drapeau de l'Italie                       | 2005      |
| Daniele Arrigoni            | Drapeau de l'Italie                       | 2005      |
| Paolo Stringara             | Drapeau de l'Italie                       | 2005      |
| Gianni De Biasi             | Drapeau de l'Italie                       | 2005–2006 |
| Alberto Zaccheroni          | Drapeau de l'Italie                       | 2006      |
| Gianni De Biasi             | Drapeau de l'Italie                       | 2006–2007 |
| Walter Novellino            | Drapeau de l'Italie                       | 2007–2008 |
| Gianni De Biasi             | Drapeau de l'Italie                       | 2008      |
| Walter Novellino            | Drapeau de l'Italie                       | 2008–2009 |
| Giancarlo Camolese          | Drapeau de l'Italie                       | 2009      |
| Stefano Colantuono          | Drapeau de l'Italie                       | 2009      |
| Mario Beretta               | Drapeau de l'Italie                       | 2009–2010 |
| Stefano Colantuono          | Drapeau de l'Italie                       | 2010      |
| Franco Lerda                | Drapeau de l'Italie                       | 2010–2011 |
| Giuseppe Papadopulo         | Drapeau de l'Italie                       | 2011      |
| Franco Lerda                | Drapeau de l'Italie                       | 2011      |
| Giampiero Ventura           | Drapeau de l'Italie                       | 2011-2016 |
| Siniša Mihajlović           |                                           | 2016-2018 |
| Walter Mazzarri             |                                           | 2018-2020 |

| Nom             | Nationalité | Période            |
| --------------- | ----------- | ------------------ |
| Moreno Longo    |             | 2020               |
| Marco Giampaolo |             | 2020-jan. 2021     |
| Davide Nicola   |             | jan. 2021-mai 2021 |
| Ivan Jurić      |             | mai 2021-2024      |
| Paolo Vanoli    |             | depuis juin 2024   |

## Présidents
- 1906-1907 : Franz Josef Schönbrod
- 1907-1908 : Alfred Dick
- 1908-1911 : Giovanni Secondi
- 1911-1919 : Guido Castoldi
- 1919-1920 : Giovanni Secondi
- 1920-1922 : Luigi Paissa
- 1922-1924 : Giuseppe Bevione
- 1924-1928 : Enrico Marone Cinzano
- 1928-1930 : Giacomo Ferrari
- 1930-1931 : Giuseppe Vastapane
- 1931-1932 : Vittorio Gervasio

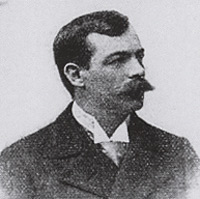
Alfred Dick

- 1932-1934 : Giovanni Battista Mossetto
- 1934-1935 : Euclide Silvestri
- 1935-1939 : Giovan Battista Cuniberti
- 1939-1953 : Ferruccio Novo
- 1953-1955 : Comitato di Reggenza (Simeone Colombo, Arturo Colonna, Beniamino Gay, Dino Lora Totino)
- 1955-1956 : Teresio Guglielmone
- 1956-1957 : Comitato esecutivo (Arturo Colonna, Beniamino Gay, Antonio Liberti)
- 1957-1959 : Mario Rubatto
- 1959-1961 : Luigi Morando
- 1961-1963 : Angelo Filippone
- 1963-1982 : Orfeo Pianelli
- 1982-1987 : Sergio Rossi
- 1987-1989 : Mario Gerbi
- 1989-1993 : Gian Mauro Borsano
- 1993-1994 : Roberto Goveani
- 1994-1997 : Gianmarco Calleri
- 1997-2000 : Massimo Vidulich
- 2000 : Giuseppe Aghemo
- 2000-2005 : Attilio Romero
- 2005 : Pierluigi Marengo
- depuis 2005 : Urbano Cairo

## Structures du club

### Siège du club
L'actuel siège se trouve depuis 2005  Via dell'Arcivescovado 1.
De sa création jusqu'aujourd'hui, le club a à partir de 1907 vu pas moins de neuf sièges se succéder :
| Période   | Adresse                       | Période   | Adresse                       |
| --------- | ----------------------------- | --------- | ----------------------------- |
| 1907-1916 | Via Pietro Micca 22           | 1978-1995 | Corso Vittorio Emanuele II 77 |
| 1916-1929 | Via Pietro Micca 4            | 1995-2002 | Via Maria Vittoria 1          |
| 1929-1962 | Via Vittorio Alfieri 6        | 2002-2005 | Via del Carmine 29            |
| 1962-1963 | Via Giovanni Prati 1          | 2005-     | Via dell'Arcivescovado 1      |
| 1963-1978 | Corso Vittorio Emanuele II 76 |           |                               |

### Sponsors
| Période     | Sponsor du maillot             |
| ----------- | ------------------------------ |
| 1958–1959   | Talmone                        |
| 1981–1983   | Barbero                        |
| 1983–1984   | Ariostea                       |
| 1984–1988   | Sweda                          |
| 1988–1991   | Indesit                        |
| 1991–1994   | Fratelli Beretta               |
| 1994–1995   | Bongioanni                     |
| 1995–2000   | SDA                            |
| 2000–2001   | Directa                        |
| 2001–2002   | Conto Arancio                  |
| 2002–2003   | Ixfin                          |
| 2003–2005   | Bavaria                        |
| 2005–2008   | Reale Mutua / Fratelli Beretta |
| 2008–2009   | Renault Trucks / Reale Mutua   |
| 2009–2011   | Italporte / Dahlia TV          |
| 2011–2012   | Valmora / Aruba.it             |
| 2012–2013   | Fratelli Beretta / Aruba.it    |
| 2013–2015   | Fratelli Beretta / Suzuki      |
| depuis 2015 | Suzuki / Fratelli Beretta      |

### Équipementiers
| Période     | Équipementier |
| ----------- | ------------- |
| 1974–1979   | Umbro         |
| 1979–1982   | Superga       |
| 1982–1984   | Tiko Sport    |
| 1984–1990   | Adidas        |
| 1990–1993   | ABM           |
| 1993–1996   | Lotto         |
| 1996–2001   | Kelme         |
| 2001–2008   | Asics         |
| 2008–2019   | Kappa         |
| depuis 2019 | Joma          |

### Stades
De 1907 à 1910, le Torino s'installe Vélodrome Humbert Ier où le premier match officiel après la fondation du club contre la Juventus, a lieu le 13 janvier 1907. Le club s'installe ensuite zi Piazza d'Armi, qui comprend de nombreux terrains : à partir du 23 janvier 1911, le Lato Ferrovia ; et à partir du 26 février 1911, le Lato Crocetta . Vers la fin de 1913, le club s'installe au Campo Stradale Stupinigi (it). Avec le déclenchement de la Première Guerre mondiale , le stade est réquisitionné à des fins militaires.
De 1926 à 1958, le Torino réside au Stade Filadelfia. Pour l'unique saison 1958-1959, le club déménage au Stadio Comunale déjà occupé par la Juventus depuis 1933, avant de retourner au Filadelfia la saison suivante.
De 1963 à 1990, le Torino et la Juventus cohabitent et utilisent le Comunale. A partir 1990 les deux clubs s'installent au Stadio delle Alpi construit à l'occasion de la Coupe du monde en Italie. Après seulement seize années, le Torino retourne au Comunale, totalement reconstruit depuis à l'occasion des Jeux olympiques d'hiver de 2006 et rebaptisé le Stadio Olimpico.

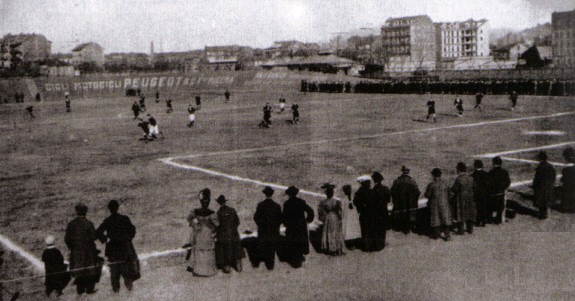
Le Vélodrome Humbert Ier
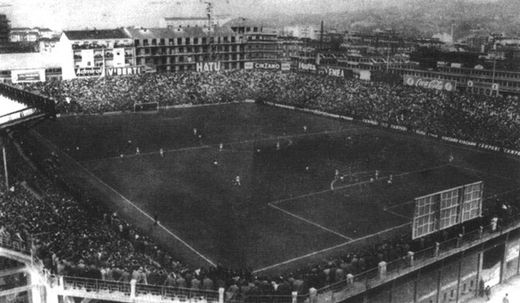
Le Stade Filadelfia lors d'un match dans les années 1920
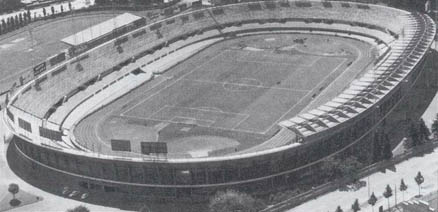
Le Stade communal, anciennement Benito Mussolini dans les années 1930
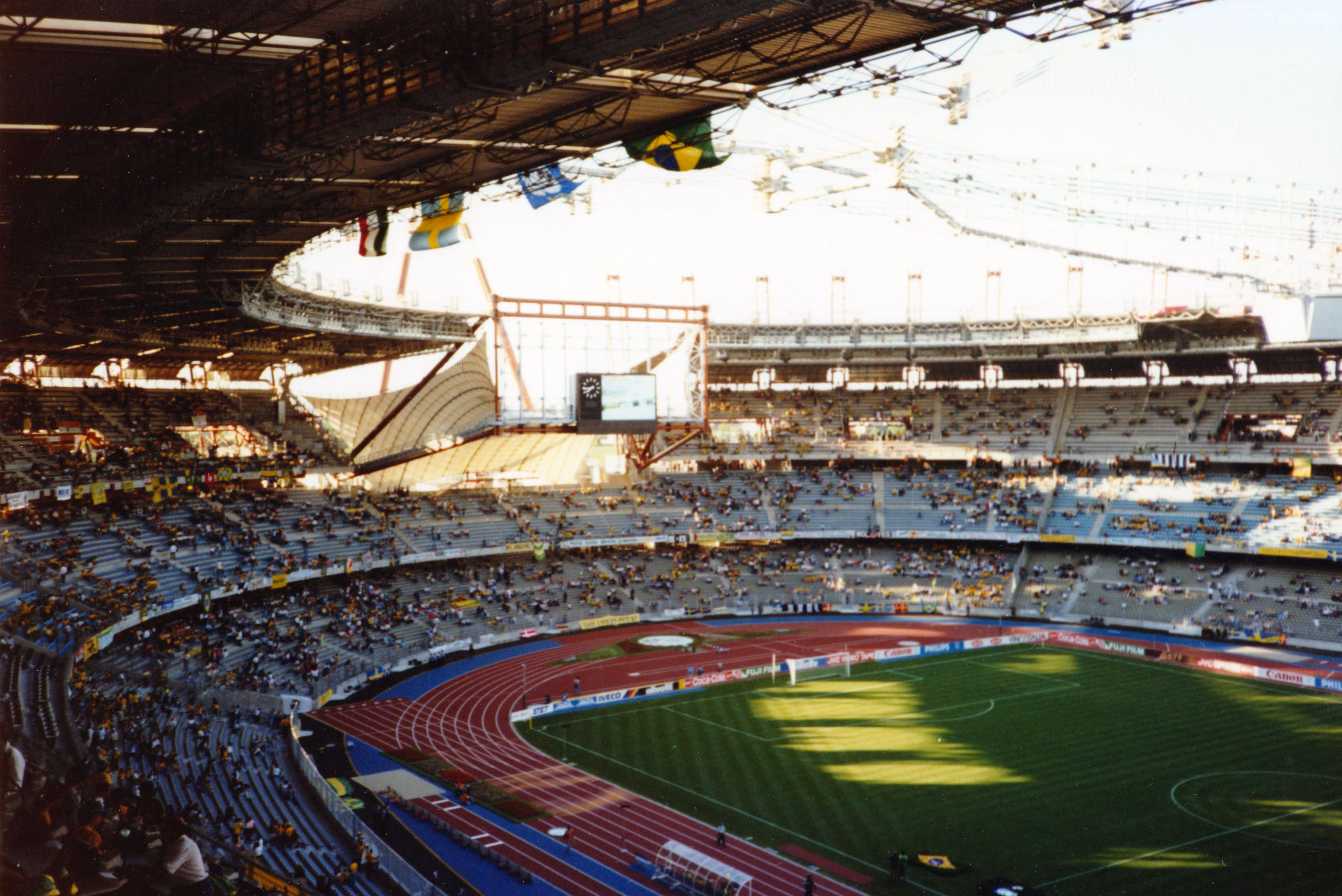
Le Stadio delle Alpi, en 1990
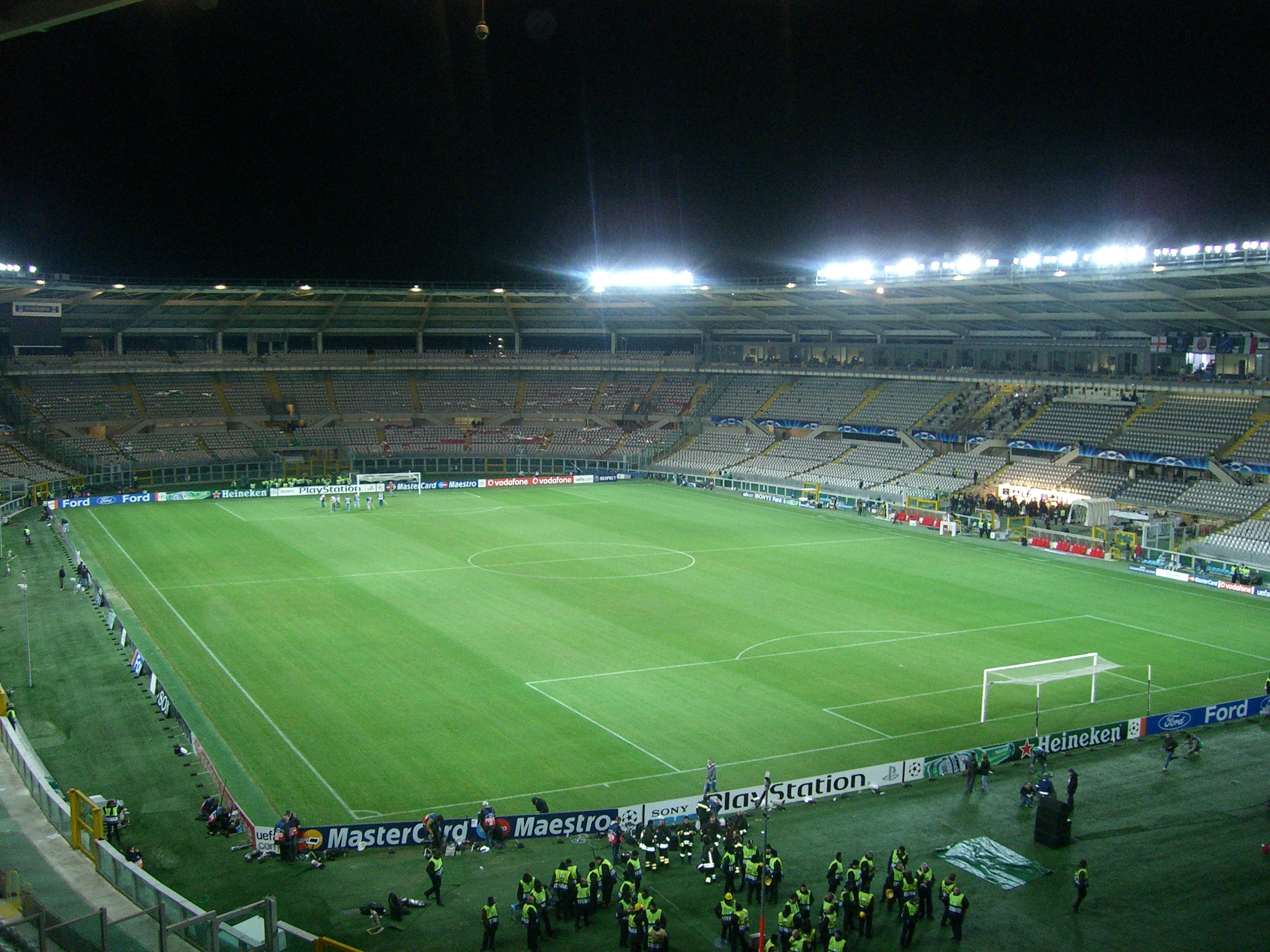
Le Stade olympique, en 2009

## Arbre généalogique du Torino
| 1887 | 1887 | 1887 | 1887 | 1887 | 1887 |      |      | Football & Cricket Club Torino | Football & Cricket Club Torino | Football & Cricket Club Torino | Football & Cricket Club Torino | Football & Cricket Club Torino | Football & Cricket Club Torino |                       |                       | Nobili Torino         | Nobili Torino         | Nobili Torino | Nobili Torino | Nobili Torino | Nobili Torino |  |  |                            |                            |                            |                            |                            |                            |  |  |  |  |  |  |                       |                       |                       |                       |                               |                               |                               |                               |                                                                 |                                                                 |                                                                 |                                                                 |                                                                 |                                                                 |  |  |                     |                     |                     |                     |                     |                     |  |  |  |  |  |  |  |  |  |  |  |  |  |  |  |  |  |  |  |  |
| 1887 | 1887 | 1887 | 1887 | 1887 | 1887 |      |      | Football & Cricket Club Torino | Football & Cricket Club Torino | Football & Cricket Club Torino | Football & Cricket Club Torino | Football & Cricket Club Torino | Football & Cricket Club Torino |                       |                       | Nobili Torino         | Nobili Torino         | Nobili Torino | Nobili Torino | Nobili Torino | Nobili Torino |  |  |                            |                            |                            |                            |                            |                            |  |  |  |  |  |  |                       |                       |                       |                       |                               |                               |                               |                               |                                                                 |                                                                 |                                                                 |                                                                 |                                                                 |                                                                 |  |  |                     |                     |                     |                     |                     |                     |  |  |  |  |  |  |  |  |  |  |  |  |  |  |  |  |  |  |  |  |
|      |      |      |      |      |      |      |      |                                |                                |                                |                                |                                |                                |                       |                       |                       |                       |               |               |               |               |  |  |                            |                            |                            |                            |                            |                            |  |  |  |  |  |  |                       |                       |                       |                       |                               |                               |                               |                               |                                                                 |                                                                 |                                                                 |                                                                 |                                                                 |                                                                 |  |  |                     |                     |                     |                     |                     |                     |  |  |  |  |  |  |  |  |  |  |  |  |  |  |  |  |  |  |  |  |
| 1891 | 1891 | 1891 | 1891 | 1891 | 1891 |      |      |                                |                                |                                |                                | Internazionale Torino          | Internazionale Torino          | Internazionale Torino | Internazionale Torino | Internazionale Torino | Internazionale Torino |               |               |               |               |  |  |                            |                            |                            |                            |                            |                            |  |  |  |  |  |  |                       |                       |                       |                       |                               |                               |                               |                               |                                                                 |                                                                 |                                                                 |                                                                 |                                                                 |                                                                 |  |  |                     |                     |                     |                     |                     |                     |  |  |  |  |  |  |  |  |  |  |  |  |  |  |  |  |  |  |  |  |
| 1891 | 1891 | 1891 | 1891 | 1891 | 1891 | 1894 | 1894 | 1894                           | 1894                           | 1894                           | 1894                           | Internazionale Torino          | Internazionale Torino          | Internazionale Torino | Internazionale Torino | Internazionale Torino | Internazionale Torino |               |               |               |               |  |  |                            |                            |                            |                            |                            |                            |  |  |  |  |  |  | FC Torinese           | FC Torinese           | FC Torinese           | FC Torinese           | FC Torinese                   | FC Torinese                   |                               |                               |                                                                 |                                                                 |                                                                 |                                                                 |                                                                 |                                                                 |  |  |                     |                     |                     |                     |                     |                     |  |  |  |  |  |  |  |  |  |  |  |  |  |  |  |  |  |  |  |  |
| 1897 | 1897 | 1897 | 1897 | 1897 | 1897 | 1894 | 1894 | 1894                           | 1894                           | 1894                           | 1894                           |                                |                                |                       |                       |                       |                       |               |               |               |               |  |  |                            |                            |                            |                            |                            |                            |  |  |  |  |  |  | FC Torinese           | FC Torinese           | FC Torinese           | FC Torinese           | FC Torinese                   | FC Torinese                   |                               |                               |                                                                 |                                                                 |                                                                 |                                                                 |                                                                 |                                                                 |  |  | Sport Club Juventus | Sport Club Juventus | Sport Club Juventus | Sport Club Juventus | Sport Club Juventus | Sport Club Juventus |  |  |  |  |  |  |  |  |  |  |  |  |  |  |  |  |  |  |  |  |
| 1897 | 1897 | 1897 | 1897 | 1897 | 1897 |      |      |                                |                                |                                |                                |                                |                                |                       |                       |                       |                       |               |               |               |               |  |  |                            |                            |                            |                            |                            |                            |  |  |  |  |  |  |                       |                       |                       |                       |                               |                               |                               |                               |                                                                 |                                                                 |                                                                 |                                                                 |                                                                 |                                                                 |  |  | Sport Club Juventus | Sport Club Juventus | Sport Club Juventus | Sport Club Juventus | Sport Club Juventus | Sport Club Juventus |  |  |  |  |  |  |  |  |  |  |  |  |  |  |  |  |  |  |  |  |
| 1900 | 1900 | 1900 | 1900 | 1900 | 1900 |      |      |                                |                                |                                |                                |                                |                                |                       |                       |                       |                       |               |               |               |               |  |  | FC Torinese                | FC Torinese                | FC Torinese                | FC Torinese                | FC Torinese                | FC Torinese                |  |  |  |  |  |  |                       |                       |                       |                       | Foot-Ball Club Juventus       | Foot-Ball Club Juventus       | Foot-Ball Club Juventus       | Foot-Ball Club Juventus       | Foot-Ball Club Juventus                                         | Foot-Ball Club Juventus                                         |                                                                 |                                                                 |                                                                 |                                                                 |  |  |                     |                     |                     |                     |                     |                     |  |  |  |  |  |  |  |  |  |  |  |  |  |  |  |  |  |  |  |  |
| 1900 | 1900 | 1900 | 1900 | 1900 | 1900 | 1906 | 1906 | 1906                           | 1906                           | 1906                           | 1906                           |                                |                                |                       |                       |                       |                       |               |               |               |               |  |  | FC Torinese                | FC Torinese                | FC Torinese                | FC Torinese                | FC Torinese                | FC Torinese                |  |  |  |  |  |  | Foot Ball Club Torino | Foot Ball Club Torino | Foot Ball Club Torino | Foot Ball Club Torino | Foot Ball Club Torino         | Foot Ball Club Torino         | Foot-Ball Club Juventus       | Foot-Ball Club Juventus       | Foot-Ball Club Juventus                                         | Foot-Ball Club Juventus                                         |                                                                 |                                                                 |                                                                 |                                                                 |  |  |                     |                     |                     |                     |                     |                     |  |  |  |  |  |  |  |  |  |  |  |  |  |  |  |  |  |  |  |  |
| 1909 | 1909 | 1909 | 1909 | 1909 | 1909 | 1906 | 1906 | 1906                           | 1906                           | 1906                           | 1906                           |                                |                                |                       |                       |                       |                       |               |               |               |               |  |  |                            |                            |                            |                            |                            |                            |  |  |  |  |  |  | Foot Ball Club Torino | Foot Ball Club Torino | Foot Ball Club Torino | Foot Ball Club Torino | Foot Ball Club Torino         | Foot Ball Club Torino         |                               |                               | Torino XI (Seulement à l'occasion du trophée sir Thomas Lipton) | Torino XI (Seulement à l'occasion du trophée sir Thomas Lipton) | Torino XI (Seulement à l'occasion du trophée sir Thomas Lipton) | Torino XI (Seulement à l'occasion du trophée sir Thomas Lipton) | Torino XI (Seulement à l'occasion du trophée sir Thomas Lipton) | Torino XI (Seulement à l'occasion du trophée sir Thomas Lipton) |  |  |                     |                     |                     |                     |                     |                     |  |  |  |  |  |  |  |  |  |  |  |  |  |  |  |  |  |  |  |  |
| 1909 | 1909 | 1909 | 1909 | 1909 | 1909 |      |      |                                |                                |                                |                                |                                |                                |                       |                       |                       |                       |               |               |               |               |  |  |                            |                            |                            |                            |                            |                            |  |  |  |  |  |  |                       |                       |                       |                       |                               |                               |                               |                               | Torino XI (Seulement à l'occasion du trophée sir Thomas Lipton) | Torino XI (Seulement à l'occasion du trophée sir Thomas Lipton) | Torino XI (Seulement à l'occasion du trophée sir Thomas Lipton) | Torino XI (Seulement à l'occasion du trophée sir Thomas Lipton) | Torino XI (Seulement à l'occasion du trophée sir Thomas Lipton) | Torino XI (Seulement à l'occasion du trophée sir Thomas Lipton) |  |  |                     |                     |                     |                     |                     |                     |  |  |  |  |  |  |  |  |  |  |  |  |  |  |  |  |  |  |  |  |
|      |      |      |      |      |      |      |      |                                |                                |                                |                                |                                |                                |                       |                       |                       |                       |               |               |               |               |  |  |                            |                            |                            |                            |                            |                            |  |  |  |  |  |  |                       |                       |                       |                       |                               |                               |                               |                               |                                                                 |                                                                 |                                                                 |                                                                 |                                                                 |                                                                 |  |  |                     |                     |                     |                     |                     |                     |  |  |  |  |  |  |  |  |  |  |  |  |  |  |  |  |  |  |  |  |
| 1936 | 1936 | 1936 | 1936 | 1936 | 1936 |      |      |                                |                                |                                |                                |                                |                                |                       |                       |                       |                       |               |               |               |               |  |  | Associazione Calcio Torino | Associazione Calcio Torino | Associazione Calcio Torino | Associazione Calcio Torino | Associazione Calcio Torino | Associazione Calcio Torino |  |  |  |  |  |  |                       |                       |                       |                       | Juventus                      | Juventus                      | Juventus                      | Juventus                      | Juventus                                                        | Juventus                                                        |                                                                 |                                                                 |                                                                 |                                                                 |  |  |                     |                     |                     |                     |                     |                     |  |  |  |  |  |  |  |  |  |  |  |  |  |  |  |  |  |  |  |  |
| 1936 | 1936 | 1936 | 1936 | 1936 | 1936 |      |      |                                |                                |                                |                                |                                |                                |                       |                       |                       |                       |               |               |               |               |  |  | Associazione Calcio Torino | Associazione Calcio Torino | Associazione Calcio Torino | Associazione Calcio Torino | Associazione Calcio Torino | Associazione Calcio Torino |  |  |  |  |  |  |                       |                       |                       |                       | Juventus                      | Juventus                      | Juventus                      | Juventus                      | Juventus                                                        | Juventus                                                        |                                                                 |                                                                 |                                                                 |                                                                 |  |  |                     |                     |                     |                     |                     |                     |  |  |  |  |  |  |  |  |  |  |  |  |  |  |  |  |  |  |  |  |
| 1942 | 1942 | 1942 | 1942 | 1942 | 1942 |      |      |                                |                                |                                |                                |                                |                                |                       |                       |                       |                       |               |               |               |               |  |  | Torino Fiat                | Torino Fiat                | Torino Fiat                | Torino Fiat                | Torino Fiat                | Torino Fiat                |  |  |  |  |  |  |                       |                       |                       |                       | Juventus Cisitalia            | Juventus Cisitalia            | Juventus Cisitalia            | Juventus Cisitalia            | Juventus Cisitalia                                              | Juventus Cisitalia                                              |                                                                 |                                                                 |                                                                 |                                                                 |  |  |                     |                     |                     |                     |                     |                     |  |  |  |  |  |  |  |  |  |  |  |  |  |  |  |  |  |  |  |  |
| 1942 | 1942 | 1942 | 1942 | 1942 | 1942 |      |      |                                |                                |                                |                                |                                |                                |                       |                       |                       |                       |               |               |               |               |  |  | Torino Fiat                | Torino Fiat                | Torino Fiat                | Torino Fiat                | Torino Fiat                | Torino Fiat                |  |  |  |  |  |  |                       |                       |                       |                       | Juventus Cisitalia            | Juventus Cisitalia            | Juventus Cisitalia            | Juventus Cisitalia            | Juventus Cisitalia                                              | Juventus Cisitalia                                              |                                                                 |                                                                 |                                                                 |                                                                 |  |  |                     |                     |                     |                     |                     |                     |  |  |  |  |  |  |  |  |  |  |  |  |  |  |  |  |  |  |  |  |
| 1945 | 1945 | 1945 | 1945 | 1945 | 1945 |      |      |                                |                                |                                |                                |                                |                                |                       |                       |                       |                       |               |               |               |               |  |  | Associazione Torino Calcio | Associazione Torino Calcio | Associazione Torino Calcio | Associazione Torino Calcio | Associazione Torino Calcio | Associazione Torino Calcio |  |  |  |  |  |  |                       |                       |                       |                       | Juventus Football Club        | Juventus Football Club        | Juventus Football Club        | Juventus Football Club        | Juventus Football Club                                          | Juventus Football Club                                          |                                                                 |                                                                 |                                                                 |                                                                 |  |  |                     |                     |                     |                     |                     |                     |  |  |  |  |  |  |  |  |  |  |  |  |  |  |  |  |  |  |  |  |
| 1945 | 1945 | 1945 | 1945 | 1945 | 1945 |      |      |                                |                                |                                |                                |                                |                                |                       |                       |                       |                       |               |               |               |               |  |  | Associazione Torino Calcio | Associazione Torino Calcio | Associazione Torino Calcio | Associazione Torino Calcio | Associazione Torino Calcio | Associazione Torino Calcio |  |  |  |  |  |  |                       |                       |                       |                       | Juventus Football Club        | Juventus Football Club        | Juventus Football Club        | Juventus Football Club        | Juventus Football Club                                          | Juventus Football Club                                          |                                                                 |                                                                 |                                                                 |                                                                 |  |  |                     |                     |                     |                     |                     |                     |  |  |  |  |  |  |  |  |  |  |  |  |  |  |  |  |  |  |  |  |
| 1958 | 1958 | 1958 | 1958 | 1958 | 1958 |      |      |                                |                                |                                |                                |                                |                                |                       |                       |                       |                       |               |               |               |               |  |  | Talmone Torino             | Talmone Torino             | Talmone Torino             | Talmone Torino             | Talmone Torino             | Talmone Torino             |  |  |  |  |  |  |                       |                       |                       |                       |                               |                               |                               |                               |                                                                 |                                                                 |                                                                 |                                                                 |                                                                 |                                                                 |  |  |                     |                     |                     |                     |                     |                     |  |  |  |  |  |  |  |  |  |  |  |  |  |  |  |  |  |  |  |  |
| 1958 | 1958 | 1958 | 1958 | 1958 | 1958 |      |      |                                |                                |                                |                                |                                |                                |                       |                       |                       |                       |               |               |               |               |  |  | Talmone Torino             | Talmone Torino             | Talmone Torino             | Talmone Torino             | Talmone Torino             | Talmone Torino             |  |  |  |  |  |  |                       |                       |                       |                       |                               |                               |                               |                               |                                                                 |                                                                 |                                                                 |                                                                 |                                                                 |                                                                 |  |  |                     |                     |                     |                     |                     |                     |  |  |  |  |  |  |  |  |  |  |  |  |  |  |  |  |  |  |  |  |
| 1960 | 1960 | 1960 | 1960 | 1960 | 1960 |      |      |                                |                                |                                |                                |                                |                                |                       |                       |                       |                       |               |               |               |               |  |  | Associazione Calcio Torino | Associazione Calcio Torino | Associazione Calcio Torino | Associazione Calcio Torino | Associazione Calcio Torino | Associazione Calcio Torino |  |  |  |  |  |  |                       |                       |                       |                       |                               |                               |                               |                               |                                                                 |                                                                 |                                                                 |                                                                 |                                                                 |                                                                 |  |  |                     |                     |                     |                     |                     |                     |  |  |  |  |  |  |  |  |  |  |  |  |  |  |  |  |  |  |  |  |
| 1960 | 1960 | 1960 | 1960 | 1960 | 1960 |      |      |                                |                                |                                |                                |                                |                                |                       |                       |                       |                       |               |               |               |               |  |  | Associazione Calcio Torino | Associazione Calcio Torino | Associazione Calcio Torino | Associazione Calcio Torino | Associazione Calcio Torino | Associazione Calcio Torino |  |  |  |  |  |  |                       |                       |                       |                       |                               |                               |                               |                               |                                                                 |                                                                 |                                                                 |                                                                 |                                                                 |                                                                 |  |  |                     |                     |                     |                     |                     |                     |  |  |  |  |  |  |  |  |  |  |  |  |  |  |  |  |  |  |  |  |
| 1966 | 1966 | 1966 | 1966 | 1966 | 1966 |      |      |                                |                                |                                |                                |                                |                                |                       |                       |                       |                       |               |               |               |               |  |  |                            |                            |                            |                            |                            |                            |  |  |  |  |  |  |                       |                       |                       |                       | Juventus Football Club S.p.A. | Juventus Football Club S.p.A. | Juventus Football Club S.p.A. | Juventus Football Club S.p.A. | Juventus Football Club S.p.A.                                   | Juventus Football Club S.p.A.                                   |                                                                 |                                                                 |                                                                 |                                                                 |  |  |                     |                     |                     |                     |                     |                     |  |  |  |  |  |  |  |  |  |  |  |  |  |  |  |  |  |  |  |  |
| 1966 | 1966 | 1966 | 1966 | 1966 | 1966 |      |      |                                |                                |                                |                                |                                |                                |                       |                       |                       |                       |               |               |               |               |  |  |                            |                            |                            |                            |                            |                            |  |  |  |  |  |  |                       |                       |                       |                       | Juventus Football Club S.p.A. | Juventus Football Club S.p.A. | Juventus Football Club S.p.A. | Juventus Football Club S.p.A. | Juventus Football Club S.p.A.                                   | Juventus Football Club S.p.A.                                   |                                                                 |                                                                 |                                                                 |                                                                 |  |  |                     |                     |                     |                     |                     |                     |  |  |  |  |  |  |  |  |  |  |  |  |  |  |  |  |  |  |  |  |
| 1970 | 1970 | 1970 | 1970 | 1970 | 1970 |      |      |                                |                                |                                |                                |                                |                                |                       |                       |                       |                       |               |               |               |               |  |  | Torino Calcio              | Torino Calcio              | Torino Calcio              | Torino Calcio              | Torino Calcio              | Torino Calcio              |  |  |  |  |  |  |                       |                       |                       |                       |                               |                               |                               |                               |                                                                 |                                                                 |                                                                 |                                                                 |                                                                 |                                                                 |  |  |                     |                     |                     |                     |                     |                     |  |  |  |  |  |  |  |  |  |  |  |  |  |  |  |  |  |  |  |  |
| 1970 | 1970 | 1970 | 1970 | 1970 | 1970 |      |      |                                |                                |                                |                                |                                |                                |                       |                       |                       |                       |               |               |               |               |  |  | Torino Calcio              | Torino Calcio              | Torino Calcio              | Torino Calcio              | Torino Calcio              | Torino Calcio              |  |  |  |  |  |  |                       |                       |                       |                       |                               |                               |                               |                               |                                                                 |                                                                 |                                                                 |                                                                 |                                                                 |                                                                 |  |  |                     |                     |                     |                     |                     |                     |  |  |  |  |  |  |  |  |  |  |  |  |  |  |  |  |  |  |  |  |
| 2005 | 2005 | 2005 | 2005 | 2005 | 2005 |      |      |                                |                                |                                |                                |                                |                                |                       |                       |                       |                       |               |               |               |               |  |  | Torino Football Club       | Torino Football Club       | Torino Football Club       | Torino Football Club       | Torino Football Club       | Torino Football Club       |  |  |  |  |  |  |                       |                       |                       |                       |                               |                               |                               |                               |                                                                 |                                                                 |                                                                 |                                                                 |                                                                 |                                                                 |  |  |                     |                     |                     |                     |                     |                     |  |  |  |  |  |  |  |  |  |  |  |  |  |  |  |  |  |  |  |  |

## Logos

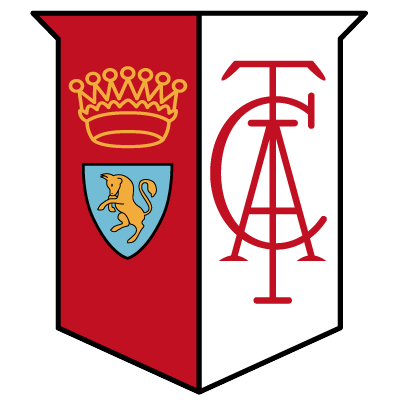
Logo du Torino utilisé de 1936 à 1946.
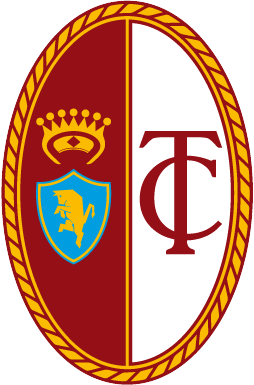
Logo du Torino utilisé de 1946 à 1983 et de 1990 à 2005.
Logo du Torino utilisé depuis 2006.

## Liens annexes